# Ezzarat
Ezzarat o Zarat (àrab: الزارات, az-Zārāt) és un poble costaner del sud-est de Tunísia, situat una trentena de quilòmetres al sud de Gabès, dins de la governació de Gabès, de la qual forma una municipalitat amb 5.627 habitants en 2014. El poble es troba en territori de la tribu dels Aleïa.

## Economia
Compta amb un port pesquer. El lloc ha estat triat per situar-hi esculls artificials per tal d'oferir un espai protegit per a les cries de peixos i les posidònies, enfront de la pesca industrial desenvolupada pels bous en el golf.
L'existència d'una deu d'aigua calenta de tipus sulfato-clorurada alimenta uns banys i permet una petita activitat termal a la vila.

## Administració
Forma una municipalitat o baladiyya, amb codi geogràfic 51 20 (ISO 3166-2:TN-12).
Al mateix temps, constitueix un sector o imada, amb codi 51 60 67, de la delegació o mutamadiyya de Mareth (codi geogràfic 51 60).

## Personatges
- Ahmed Laghmani, poeta